# Szász Néppárt
A Szász Néppárt egy etnikai alapon szerveződő politikai párt volt a történelmi Magyarország területén, Erdélyben. Értelemszerűen a tagjai erdélyi szászok voltak. Ugyan sohasem valósították meg, de szélesebb értelemben a teljes magyarországi németajkú kisebbség (svábok, cipszerek, heidebauerek stb.) pártja kívántak lenni.

## Leírása
A Szász Néppárt az 1876-os vármegyerendezés hatására alakult, mely feldarabolta az addig kvázi egységes, de jogilag kilenc székből álló Királyföldet négy újonnan alakított vármegye között. A területrendezéssel nem csak a több évszázados addigi politikai berendezkedés szűnt meg, hanem számos kollektív előnyt és kiváltságot is elvesztettek, hisz az új megyéken belül az erdélyi szászok kivétel nélkül jelentős kisebbségbe kerültek. Vagyis a szászok évszázadokig fennálló területi és kulturális autonómiája szűnt meg az új vármegyék kialakításával.
A „természetszerűleg” ellenzéki párt kezdettől fogva két nagy frakcióra bomlott. A „zöldek”, főként fiatal, németországi egyetemet végzett politikusok és újságírók a pángermanizmus jegyében mindvégig a mindenkori magyar és osztrák kormányok ellen voltak és élesen követelték elképzeléseik valóra váltását (pl. Királyföld területi autonómiáját), ellenben a „feketék”, vagyis a főként az idősebb generációt képviselő szász közszereplők a Friedrich Bömches által kijelölt utat követve bizonyos mértékig mindig támogatták a magyar kormányzati politikát, ettől remélve a változást és a korban kibontakozó magyarosítási politika enyhülését, megszűnését.
A két frakció végül 1890. június 17-én szakított egymással, mely napon a Nagyszebenben tartott hétszáz fős „Sachsentag” jóváhagyta az addigi politikai irányvonal módosítását és elfogadta a dualizmust, az új nemzetiségi törvényt, valamint az egységes magyar nemzetállam gondolatát is, majd a párt („fekete”) tagjai csoportosan beléptek a Szabadelvű Pártba. A „zöldek” ugyan nem követték őket, de a politizálással sem hagytak fel, azonban új pártot sem alapítottak; a korabeli kifejezéssel élve „párton kívüli szász programmal” indultak a későbbi országgyűlési és helyhatósági (azaz önkormányzati) választásokon.
A zöldek ekkortájt kapták a zöldfülűből rövidített „zöld” gúnynevet, ami arra utalt, hogy a „frakció” főként fiatalokból állt (vezetőjük, Karl Lurtz 1864-ben született, tehát mindössze húszas évei közepén-végén járt) és a „feketék” is, mintegy viszonzásképp, akik egyébként magukat a „mérsékelt” jelzővel illették.
A Szász Néppárt beolvadásáért cserébe az erőszakos magyarosító politika legismertebb képviselőit, Bethlen Gábort és Bánffy Dezsőt is leváltották, majd Szeben vármegye élére és egyben a szász ispáni székbe Gustav Thälmann ismert szász jogvédőt nevezték ki. Rajta kívül még Bausznern Guidó került főispáni székbe, aki Fogaras vármegye első embere lett 1891-ben (noha a megyében a németajkúak aránya akkoriban 3,5% körül volt csupán). Ezeken felül több törvényt is hoztak, vagy módosítottak valamely mértékben a javukra, de az új közigazgatási (és a vele járó politikai) rendszer megmaradt.
A „zöld” szászok később kivétel nélkül támogatták Erdély és Románia egyesítését, ettől remélve egy autonóm, vagy akár független Királyföld létrejöttét, de számításuk nem jött be; a háború végeztével a magyarosító politikát a jóval erőszakosabb románosító váltotta fel.